# Otsego, Michigan
Otsego este un oraș în comitatul Allegan din statul Michigan, SUA. Populația era de 3.956 de locuitori la recensământul din 2010. Orașul se află în comuna Otsego, dar este autonom din punct de vedere administrativ.